# Rechtsquelle
Rechtsquelle ist in der Rechtswissenschaft der Ursprungsort einer Rechtsvorschrift, aus der sich die geltenden Rechtsnormen herleiten.

## Grundzüge
Rechtsquellen sind nach der modernen, im Jahre 1929 von Alf Ross veröffentlichten Auffassung nicht der Entstehungsgrund, sondern der „Erkenntnisgrund für etwas als positives Recht“. Rechtsquellen zielen nicht auf den materiellen Inhalt, sondern auf die formelle Entstehung von Rechtssätzen ab. Die wesentlichen Rechtsquellen sind das Gewohnheitsrecht (soweit noch anerkannt) und Gesetze. Zu den positivrechtlichen Gesetzen zählen auch andere Rechtsnormen wie Verordnungen oder Satzungen, sofern sie Außenwirkung erzeugen. Gewohnheitsrecht ist ungeschriebene, aber ständige, gleichmäßige und allgemeine Übung im Rechtsverkehr. Auch Verwaltungsakte, Verträge oder Urteile sind Rechtsquellen mit der Einschränkung, dass sie eine auf einen Einzelfall und auf die Beteiligten beschränkte Rechtswirkung erzeugen.
Die Rechtsquellenlehre untersucht, wie Recht zur Geltung gebracht wird und in welchen Formen es auftreten kann. Dabei kann sich Recht von oben ausbreiten oder von unten wachsen, wobei das geschriebene Recht dem Willen eines staatlichen Gesetzgebers und das ungeschriebene Recht den Kräften der Gesellschaft Ausdruck verleiht.

## Arten von Rechtsquellen
In einem Staat, dessen Verfassung nur eine mit der Kompetenz zum Erlass von Rechtssätzen ausgestattete Gewalt vorsieht, ist regelmäßig nur eine Rechtsquelle anzutreffen. Da die modernen, demokratischen und pluralistisch orientierten Staaten üblicherweise mehrere Normgeber haben, sind meist mehrere unterschiedliche Arten von Rechtsquellen anzutreffen. Die Rechtsquellen werden zumeist von der Verfassung vorgegeben.
Dabei gilt es nach Parametern zu unterscheiden, die Einfluss auf Rechtsquellen nehmen:
- Als Rechtserzeugungsquellen werden die gesellschaftlichen Bedingungen bezeichnet, die als Ursachen für die Entstehung bestimmter Rechtsordnungen in Betracht kommen.[4]
- Rechtswertungsquellen hingegen sind die allgemeinen Maßstäbe, nach denen Recht erzeugt und an denen Recht auf seine Gerechtigkeit hin überprüft wird,[5] Die Maßstäbe wirken beispielsweise auf den Begriff von Freiheit ein.
- Als Rechtserkenntnisquellen werden die Fundstellen für die Geltung beanspruchenden Rechtsnormen bezeichnet, etwa die Verfassung, völkerrechtliche Verträge, Gesetze, Verordnungen, öffentliche oder privatrechtliche Satzungen, Verwaltungsvorschriften, Gewohnheitsrecht oder Präzedenzfälle. Rechtserkenntnisquellen sind die Rechtsquellen im engeren Sinne.

### Einteilung der dänischen Rechtswissenschaft
Bis in die erste Hälfte des 20. Jahrhunderts unterschied die dänische Rechtswissenschaft fünf Rechtsquellen:
1. Gesetz,
2. Gewohnheitsrecht,
3. Präjudizien,
4. Analogie und
5. Natur der Sache.[6]

Unter dem Einfluss der Arbeiten von Alf Ross hat diese Einteilung ihre Gültigkeit verloren. Ross legte dabei den Grad der Objektivierung zugrunde und definierte drei Gruppen:
1. Gesetz,
2. Gewohnheitsrecht und die Präjudizien und
3. Natur der Sache.

Die Analogie hat ihre Anerkennung als Rechtsquelle seitdem verloren. Gleiches wird in der neueren Lehre für die Natur der Sache gefordert, die demnach nur noch Auslegungsmethode sein soll. Andere Stimmen in der Literatur wollen den Kanon der Rechtsquellen um das wissenschaftliche Schrifttum erweitern.

## Kollisionen
Da es in einer Rechtsordnung mehrere rechtsetzende Organe unterschiedlichen Ranges und damit auch verschiedenartige Rechtsquellen für dasselbe Rechtsgebiet geben kann, kann die Kollision von Normen nicht ausgeschlossen werden. In der Rechtsquellenlehre stehen Rechtsquellen nicht isoliert nebeneinander, vielmehr sind sie aufeinander bezogen. Dann sorgen Kollisionsregeln für die Auflösung von Normenkollisionen. Das geschieht durch eine Normenhierarchie, die das Verhältnis verschiedener Rechtsquellen zueinander festlegt.
Exemplarisch die hierarchische Reihenfolge der Normen im deutschen Arbeitsrecht:
1. Europarecht
2. Grundgesetz
3. Gesetze
4. Rechtsverordnungen
5. Tarifverträge
6. Betriebsvereinbarungen
7. Arbeitsverträge
8. Arbeitsanweisungen/Dienstanweisungen.

Diese Rangordnung hat zur Folge, dass 
- nach dem Rangprinzip die ranghöhere Rechtsquelle der niedrigeren vorgeht und sie verdrängt (Lex superior derogat legi inferiori),
- ein Abweichen von einer ranghöheren Rechtsquelle nur bei einer günstigeren Regelung (Günstigkeitsprinzip) oder einer Öffnungsklausel möglich ist,
- bei ranggleichen Rechtsquellen die spezielle Regelung der generellen Regelung vorgeht (Spezialitätsgrundsatz; Lex specialis derogat legi generali) und
- die jüngere Rechtsquelle die ältere ablöst (Ordnungsprinzip; Lex posterior derogat legi priori).

Eine dieser Kollisionsregeln trifft im Einzelfall zu und entscheidet darüber, welche Rechtsquelle anzuwenden ist.